# دومينيك لومباردوزي
دومينيك لومباردوزي (بالإنجليزية: Domenick Lombardozzi)‏ هو ممثل أمريكي، ولد في 25 مارس 1976 بذا برونكس في الولايات المتحدة.

## أعمال

### أفلام
- (1998) 54[3]
- (2001) كيت و ليوبولد[4]
- (2002) كبينة الهاتف[5]
- (2003) سوات[6]
- (2006) رذيلة ميامي[7]
- (2009) أعداء الشعب[8][9]
- (2010) كيف تعرف[10]
- (2015) جسر الجواسيس[11][12]
- (2019) الأيرلندي
- (2019) مطاردة باردة

### مسلسلات
- ذا غود وايف
- ذا واير

## وصلات خارجية
- دومينيك لومباردوزي على موقع IMDb (الإنجليزية)
- دومينيك لومباردوزي على موقع ألو سيني (الفرنسية)
- دومينيك لومباردوزي على موقع أول موفي (الإنجليزية)
- دومينيك لومباردوزي على موقع قاعدة بيانات الأفلام السويدية (السويدية)
- دومينيك لومباردوزي على موقع إن إن دي بي (الإنجليزية)
- دومينيك لومباردوزي على موقع ديسكوغز (الإنجليزية)
- دومينيك لومباردوزي على موقع قاعدة بيانات الفيلم (الإنجليزية)
- دومينيك لومباردوزي على موقع كينوبويسك (الروسية)